# Усть-Азас
Усть-Аза́с (Шортайга, рос. Усть-Азас) — селище у складі Таштагольського району Кемеровської області, Росія. Входить до складу Усть-Кабирзинського сільського поселення.
Стара назва — Шор-Тайга.

## Населення
Населення — 32 особи (2010; 52 у 2002).
Національний склад (станом на 2002 рік):
- шорці — 98 %